# Чудотворац
Чудотворац (енгл. Sourcery), пети роман серијала о Дисксвету британског писца Тери Прачета.

## Тема
На Дисксвету, чаробњацима је забрањено да имају децу, како им не би преносили своје моћи, а број осам је чаробан. Када један чаробњак прекрши ово правило, његов осми син Коин, као осми син осмог сина, рађа се као Чудотворац, најмоћнији чаробњак на Дисксвету. Подстакнут духом свог оца, који је избегао смрт сакривши своју душу у чаробни штап који је предао сину, Коин са осам година одлази у Анк-Морпорк, придобија чаробњаке на Невидљивом Универзитету за себе и преузима власт у граду, претворивши кнеза Ветинарија у даждевњака. У свом том хаосу, Ринсвинд бежи у Клач (други континент, пародија Африке и Јужне Америке), али га тамо затиче инвазија чаробњака из Анк-Морпорка, који су кренули у освајање света. У жељи да завлада светом, Чудотворац Коин обара и саме богове (затвара их у другу димензију величине зрна бисера), али га изненади инвазија ледених дивова, које су богови до тада држали у покорности. Подстакнут чаробњачком капом Архиректора Невидљивог Универзитета (која садржи делић свести и моћи свих претходних Архиректора), Ринсвинд се на летећем ћилиму враћа у Анк-Морпорк, како би зауставио Чудотворца наоружан циглом у чарапи...